# François Carpantier
François Carpantier (1 de maig, 1751, Saumur (Maine-et-Loire) - idem. 27 de maig, 1813), fou un general francès de la Revolució i de l'Imperi.

## Registres de serveis
Va entrar al servei com a soldat al regiment d'Aquitània el 16 de febrer de 1770, va ser nomenat sergent el 31 d'agost de 1773 i va ser destituït el 16 de febrer de 1778. Ordenat sacerdot, va esdevenir vicari de Coudray-Macouard aleshores sacerdot constitucional d'Amillou-Château (Maine-et-Loire). Va reprendre el servei el 1792 i va obtenir el grau d'ajudant general a la Guàrdia Nacional. Nomenat comandant de batalló el 27 de març de 1793, va fer campanya amb l'Exèrcit d'Occident i va participar en la reconquesta de la ciutat de Le Mans.
Va ser ascendit a general de la brigada d'infanteria el 28 de novembre de 1793, i va contribuir al guany de Dauendorf el 10 de desembre de 1793, es va assenyalar a la batalla de Machecoul (31 de desembre de 1793) i l'1 de gener de 1794, en la qual va derrotar. l'exèrcit de Charette i s'apodera del poble. Suspès el 10 de maig de 1794, per falsa denúncia, fou reintegrat el 25 d'agost següent. Va servir a l'Exèrcit dels Alps l'any III i l'any IV, després a l'exèrcit d'Itàlia des de l'any V fins a l'any VIII sota les ordres de Championnet i Bonaparte.
El 4 d'abril de 1796 va ser nomenat comandant provisional de la plaça de Mont-Dauphin, i el 16 d'octubre de 1800 el primer cònsol el va confirmar en aquest càrrec. L'11 de desembre de 1803 fou nomenat membre de la Legió d'Honor i oficial d'aquell orde el 14 de juny de 1804. Fou admès a la jubilació el 17 de desembre de 1809.